# Николај Северцов
Николај Алексејевич Северцов (5. новембар 1827. –  8. фебруар 1885.) био је руски истраживач и природњак.

## Истраживачка путовања
Северцов је студирао на Московском универзитету. Када је имао осамнаест година ступио је у контакт са Г. С. Карелином и развио интересовање за средњу Азију. Придружио се истраживању Сир Дарје 1857. Том приликом су га заробили разбојници, који су га ослободили након месец дана. Учествовао је у истраживању планине Тјен Шан и језера Исик Кул 1865–68. Затиме је 1877–78, учествовао у истраживању Памирског горја, користио је путању која се налази недалеко од данашњег Памирског аутопута.

## Дела
Северцов је 1873. написао своје дело Вертикална и хоризонтална распрострањеност живог света Туркестана, које је укључивало први научни опис већег броја животињских таксона. Међу њима је подврста дивље овце аргали, која је касније добила свој научни назив по њему Ovis ammon severtzovi. Такође је описао многе врсте птица. Једна од њих је подврста велике руменке (Carpodacus rubicilla) пегава велика руменка ((Carpodacus rubicilla severtzovi syn. Carpodacus severtzovi).

## Погибија
Северцов је започео прикупљање колекције птица на имању Петровскоје. Док се у кочији враћао кући, 8. фебруара 1885. пропао је заједно са кочијом кроз лед реке Икортс, притоке Дона. Док су сви остали путници изашли из реке и пронашли место где су могли да се утопле, он је остао у реци покушавајући да нађе све примерке из своје колекције, након чега се онесвестио и умро од можданог удара, док је возач кочије умро од смрзавања.
Институт екологије и еволуције А. Н. Северцова Руске академије наука у Москви, назван је према његовом сину Алексеју Николајевичу Северцову.